# Thekenschaaf

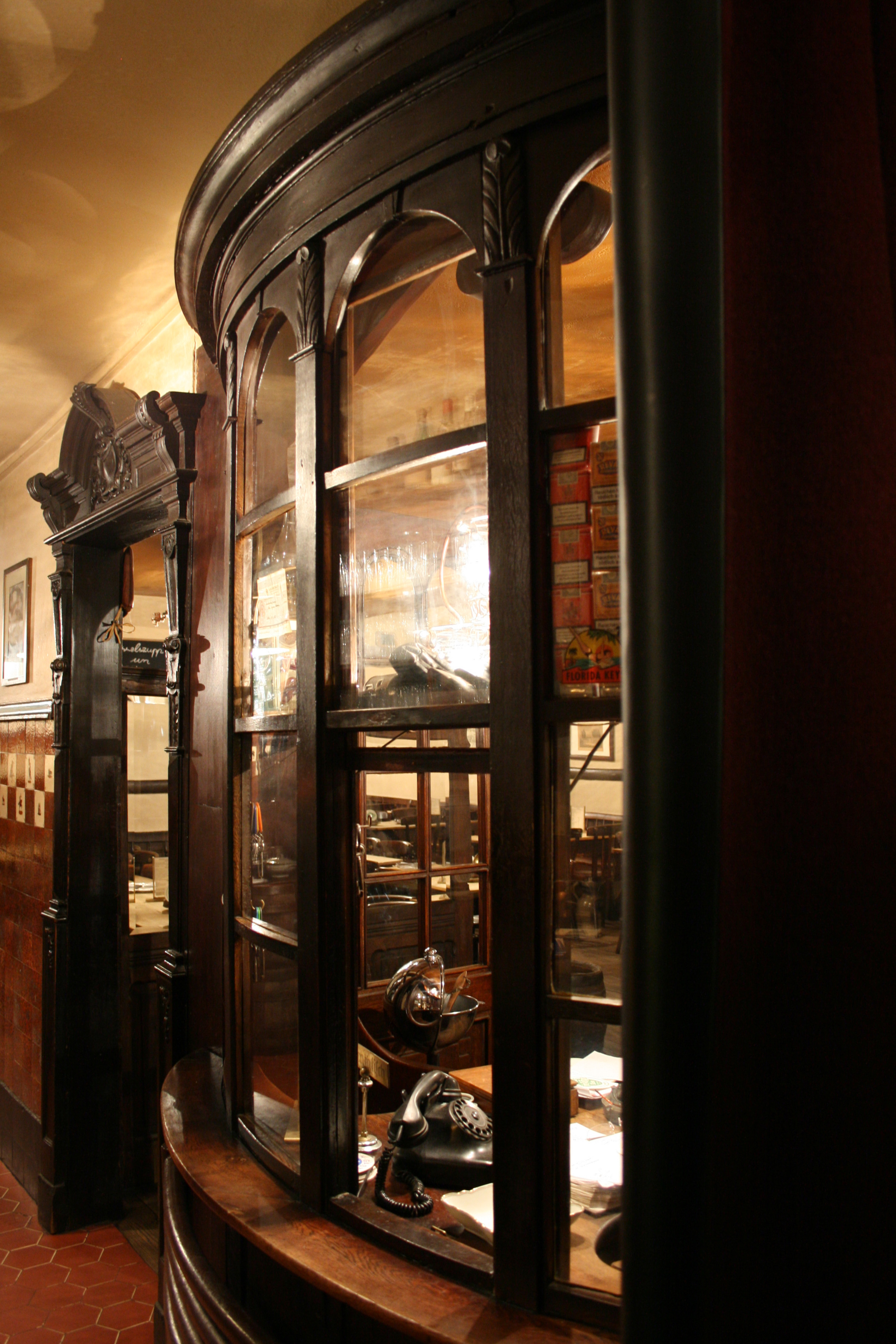
Thekenschaaf im Kölner Haus Töller – Hausflurseite

Ein Thekenschaaf (Kölsch für „Thekenschrank“) ist der traditionelle Sitz- und Arbeitsplatz für den Gastwirt in Kölner Brauhäusern und Gastwirtschaften, von dem aus der Geschäftsbetrieb überwacht und gesteuert wird. Das meist als halboffene hölzerne Kabine in die Einrichtung integrierte kleine Büro wird aufgrund seines Erscheinungsbildes auch Beichtstuhl, aufgrund seiner Funktion auch Kontörchen und in der Kurzform einfach Theke genannt. Die Einrichtung existiert noch in einigen Kölner Brauhäusern, obwohl sie nach der Einführung elektronischer Kassen- und Abrechnungssysteme heute nur noch selten für ihren ursprünglichen Zweck genutzt wird.

## Etymologie
Das Wort Thekenschaaf setzt sich aus Theke und „Schaaf“ zusammen. Der Ausdruck Schaaf ist auf das althochdeutsche „scaf“ oder „scaph“ für Gefäß beziehungsweise Schöpfgefäß zurückzuführen. Gleichbedeutend sind das mittelhochdeutsche „schaf“, das angelsächsische „scap“ und das englische „skep“. Im Mittelalter fand eine Entwicklung des Begriffs „Schaff“ von einem Behälter mit Holzwänden zu einem verschließbaren Schrank statt. In Köln ist die Verwendung dieser Bezeichnung für einen Schrank ab dem 14. Jahrhundert nachweisbar; nach dem 18. Jahrhundert dann als „Schaaf“, etwa wie in Kleiderschaaf oder Wandschaaf. In Aachen war nur der Begriff „Theke“ für den erkerartig vorgebauten Sitz des Wirtes gebräuchlich.

## Herkunft

Erdgeschoss einer Bierwirtschaft aus dem 17. Jahrhundert mit Thekenschaaf

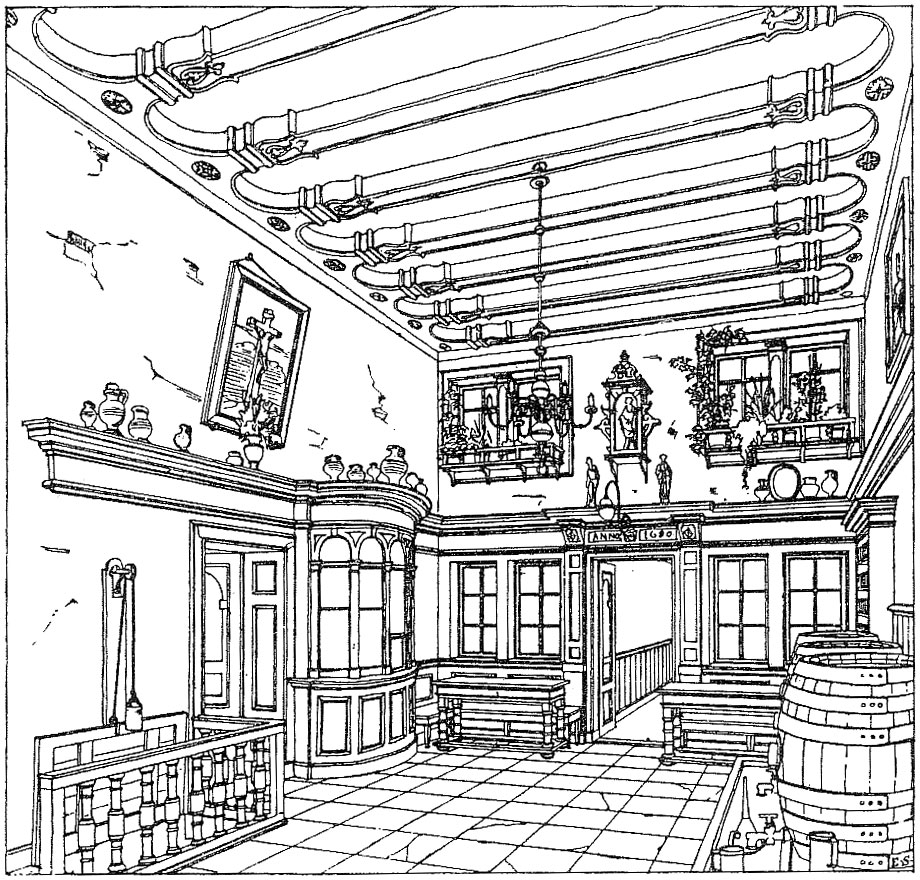
Ansicht des Vorraumes einer Bierwirtschaft aus dem 17. Jahrhundert mit Schwemme und Thekenschaaf

Wann das erste Gasthaus ein Thekenschaaf einführte, ist nicht genau überliefert. Eine Erklärung für die Einführung des „Beichtstuhls“ liefert der ab dem 17. Jahrhundert verbreitete typische Grundriss kleiner Hausbrauereien in Köln. Wie bei einem Wohnhaus lag hinter der Eingangstür zunächst ein Haus- oder Vorflur, der seitwärts in die Gast- oder Bierstube, geradeaus aber zur Brauerei und in den Keller führte. Genutzt wurde der Flur nicht nur als Durchgang: Er war Schankraum (Kölsch: et Zappes) zum Zapfen des Bieres von der Fassbank und Anlaufstelle für den Kleinverkauf außer Haus:

„Hier wird das Bier für die ganze Wirthschaft vom Fasse verzapft; hier laufen die Bediensteten der Nachbarn vor Essenszeit in Schaaren heran, um den Mittags- oder Abendtrunk zu holen; hier werden die Stehschoppen getrunken, und hier müssen alle Gäste passieren, um in die Wirthschaftsräume zu gelangen, sofern sie es nicht vorziehen, in dem Vorraume gleich Platz zu nehmen (…)“

Die Schwemme diente auch dem Aufenthalt von Gästen, denen das Betreten der Gaststube nicht gestattet war. In der Reichsstadt Köln durften etwa der Henker und seine Knechte, die Abdecker, die Diener des Gewaltgerichts und auch die Stadtsoldaten ein Gasthaus nicht betreten, sondern nur dessen Hausflur aufsuchen. In der Franzosenzeit beendete man diese „Klassengesellschaft“. Trotzdem war auch danach noch eine schichtspezifisch unterschiedliche Nutzung von Schwemme und Gaststube verbreitet, die für „gewisse Klassen“ nach wie vor das Bier im Hausflur vorsah.
In Gast- und Brauhäusern mit diesem Grundriss, heute noch vertreten im Brauhaus Päffgen und im Haus Töller, wurde das Thekenschaaf als Sitz für Wirt und Wirtin in die Wand zwischen Gaststube und Schwemme eingebaut, mit einem schalterähnlichen, meist runden Glasabschluss zur Flurseite hin versehen. Dies ermöglichte dem Wirt die Beobachtung beider Räume mit Publikumsverkehr und einen guten Blick auf die Bierfässer.
Somit dürfte das Bestreben, Gäste und Köbesse im gesamten Betrieb gleichermaßen im Blick zu behalten, zur Einführung des Thekenschaafs geführt haben.

## Aussehen

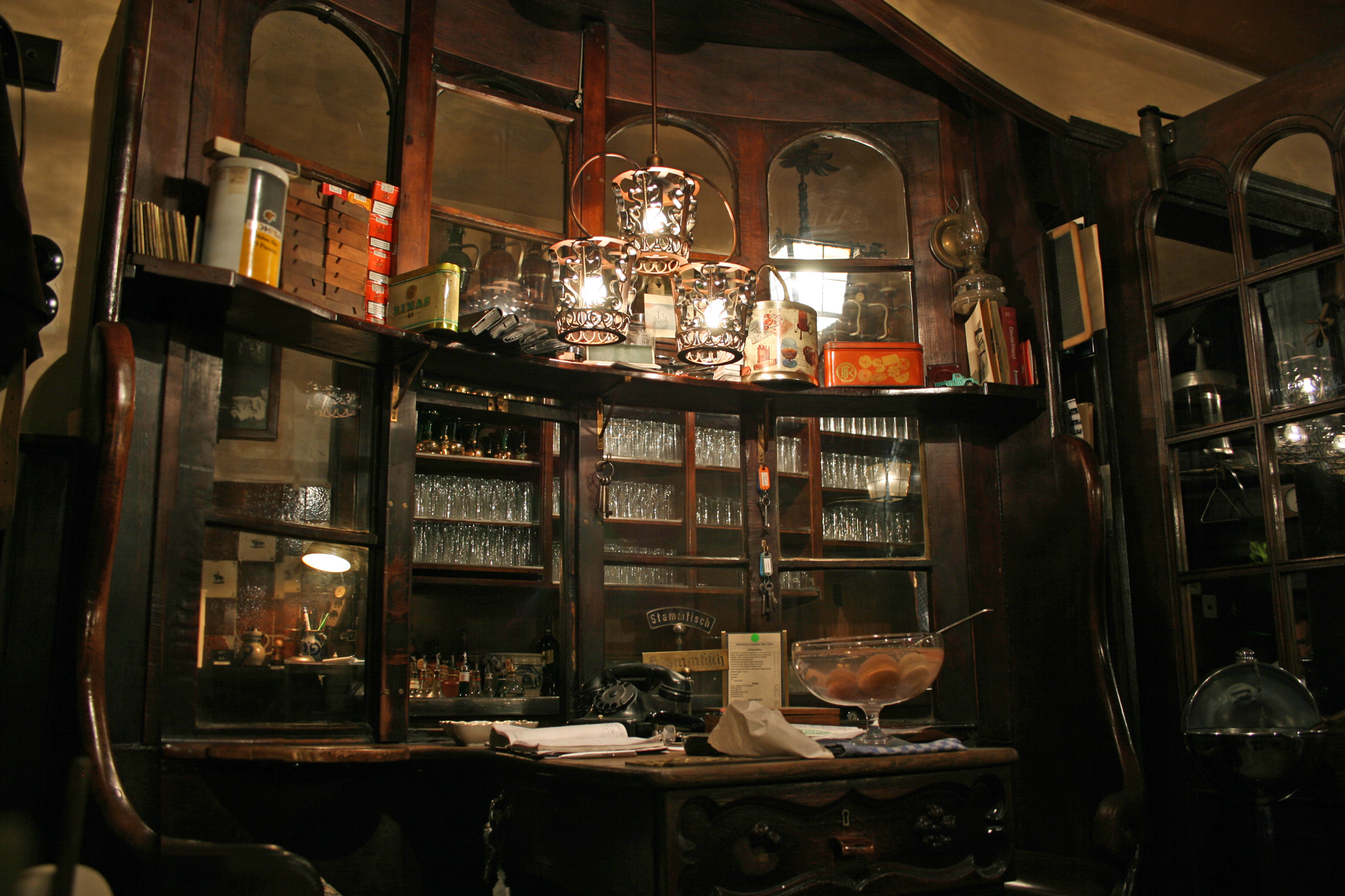
Thekenschaaf „Haus Töller“ mit Schreibtisch, Gaststubenseite

Thekenschaafe sind Konstruktionen aus dunkel gefärbtem Holz, meist nach einer Seite offen und zur anderen Seite mit Glasfenstern versehen. In der ursprünglichen Form ragt das verglaste Schaaf als halbkreisförmiger Erker aus der Gaststube in den Hausflur. Eine Öffnung ermöglicht Gespräche zur anderen Seite und dient auch als Durchreiche. Diese konnte in manchen Ausführungen mit einem Schiebefenster verschlossen werden, dem Thekerüttsche (Rüttsche, Verniedlichung des kölschen Rutt für „Fensterscheibe“). Im Äußeren ähnelt der Beichtstuhl einem alten Bank- oder Fahrkartenschalter – innen befindet sich eine fest eingebaute Doppelbank mit gegenüberliegenden Sitzen für Wirt und Wirtin, in der Mitte ein kleiner Zahl- und Schreibtisch. Dieser konnte einen „Thekenschlitz“ für Biermarke oder Kleingeld haben, der ins „Thekenschöttche(n)“ darunter führte.
Etwa ab der zweiten Hälfte des 19. Jahrhunderts nahmen andere Einbauorte und Bauformen zu. Rechteckige Grundrisse, die Verwendung von Stühlen statt eingebauter Bänke oder die Integration eines Thekenschaafs in einen Tresen, wie etwa im 1858 gegründeten Brauhaus zur Malzmühle, veränderten das Bild des Thekenschaafs. Im 1913 gegründeten Em Golde Kappes (Köln-Nippes) lag das Thekenschaaf bis zu einem Umbau im Jahr 2009 zwischen Tresen und Küche und bot Sichtkontakt in beide Räume.
Seit jeher dienen Schubladen und Fächer der Aufbewahrung von Büromaterial, Kassenbeständen, Essbesteck und Verbrauchsmaterialien für den gastronomischen Betrieb. Schlüssel für Türen und Schränke hängen übersichtlich an angebrachten Haken. In manches Thekenschaaf wurden zentrale Lichtschalter oder Sicherungen integriert. Äußerlich fallen einige Beichtstühle durch reiche Verzierungen, etwa in Form von Schnitzwerk oder schmuckvollen Jugendstilelementen auf.

## Aufgaben

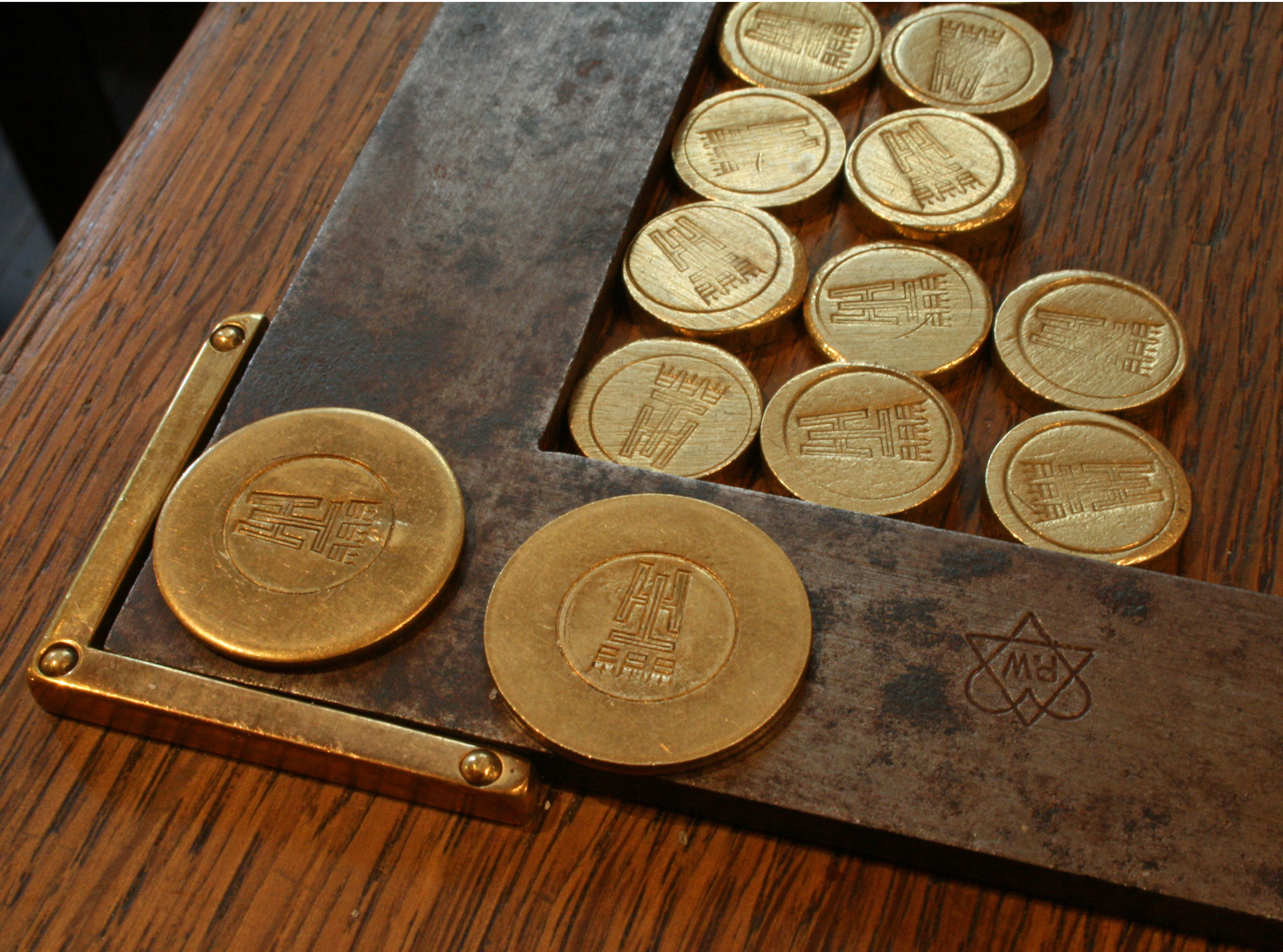
Biermarke auf dem Thekenschaaf; die kleinen Marken stehen für ein Bier, die großen für einen Kranz

Das Thekenschaaf war in seiner traditionellen Funktion der Arbeitsplatz des Wirtes oder eines von ihm beauftragten Aufsehers, genannt „Baas“. Neben der Aufsicht über die Köbesse behielt man die Gäste und deren Verhalten im Auge, wobei einigen Wirten eine besondere Strenge nachgesagt wurde.
„Se passe op alles op un mache Häufjer, schichten die Jröschelcher un Märkelcher openander“ – „Sie passen auf alles auf und machen Häufchen, schichten Groschen und Markstücke aufeinander“ lautet eine zeitgenössische Beschreibung der Personen im Beichtstuhl. Neben der Verwaltung der Kasse diente das Kontörchen ursprünglich auch der Qualitätskontrolle, wenn die Köbesse mit jedem Kölschkranz und jedem Gericht vor dem Servieren das Schaaf passieren mussten. Wertvolle Güter wie Schwarzbrot, Butter, Essig und Öl, Zigarren und Spirituosen wurden im Thekenschaaf unter Aufsicht aufbewahrt und ausgegeben.
Die Köbesse gaben hier ihre metallenen Biermarken ab, die in einem auf der Tischplatte des Schaafs angebrachten Metallwinkel aufgereiht werden konnten. Der Wirt konnte so auf einen Blick sehen, wie viele Gläser Bier aus dem offenen Fass gezapft wurden und so rechtzeitig erkennen, wann ein neues angeschlagen werden musste.
Auch für Beschwerden der Gäste, Anfragen nach einem „Deckel“ (Kredit) oder zum Telefonieren war der Beichtstuhl die Anlaufstelle.
Zudem ermöglichte der Sitzplatz für die Wirtsleute engen Kontakt zu den auf der Gaststubenseite in der Nähe befindlichen Stammtischen:

„Dieser so genannten Theke zunächst hatten gemeinlich die Stammgäste, die mancherlei Vorrechte genossen, ihren bestimmten Tisch (der alte Stammgast war stets eine Art Familienmitglied).“

Die heutige Verwendung des Schaafs umfasst in den meisten Fällen nur Teilaufgaben der früheren Aufgabenstellung – in viele Gaststuben hat eine elektronische Registrierkasse Einzug gehalten, die manuelle Abrechnungsvorgänge überflüssig gemacht hat. Die Beichtstühle dienen teils nur noch der Zierde, teils sind kleine Büros darin untergebracht. Der Verkauf von „Pittermännchen“ (Fassbier) an Privatkunden wird in den Hausbrauereien oft über das Thekenschaaf abgewickelt.

## Gast- und Brauhäuser mit Thekenschaaf

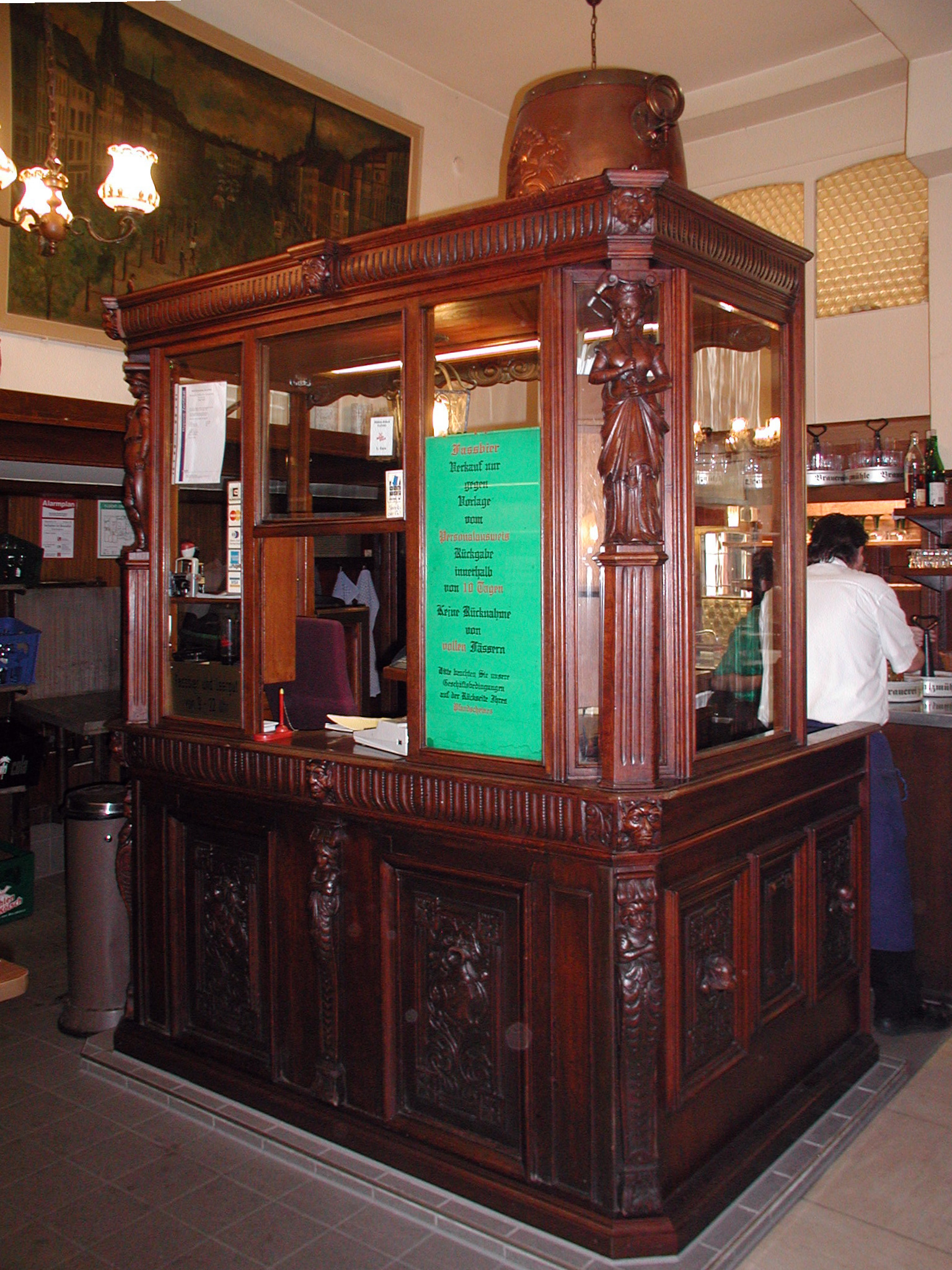
Brauerei zur Malzmühle; Kombination des Thekenschaafs mit einem Tresen

- Brauhaus Früh am Dom, Köln-Altstadt-Nord
- Brauhaus Stüsser, Neusser Straße 47, Agnesviertel, Köln-Neustadt-Nord
- Brauerei zur Malzmühle, Köln-Altstadt-Nord – ständig besetzt als Kasse
- Brauhaus Peters, Mühlengasse, Köln-Altstadt-Nord
- Wirtshaus „Em Krützche“, Köln-Altstadt-Nord
- Brauhaus Sion, Unter Taschenmacher, Köln-Altstadt-Nord
- Pfaffen Brauerei, Köln-Altstadt-Nord
- Brauhaus Schreckenskammer, Köln-Altstadt-Nord – stillgelegter Doppelbank-Beichtstuhl zwischen Schankraum und Gaststube
- Em Golde Kappes, Köln-Nippes
- Em kölsche Boor, Eigelstein, Köln-Altstadt-Nord – Jugendstilbeichtstuhl ohne Verglasung
- Füchschen, Düsseldorf – Beichtstuhl in der Schwemme zum Verkauf von Flaschen- und Fassbier sowie Tabakwaren
- Gaffel Haus am Alter Markt, Köln-Altstadt-Nord
- Haus Unkelbach, Köln-Sülz[16]
- Brauerei Päffgen, Köln-Altstadt-Nord – neben Haus Töller das einzige Thekenschaaf in der ursprünglichen Anordnung zwischen Gaststube und Flur/Schwemme.
- Haus Töller, Köln-Altstadt-Süd – weitgehend ursprüngliche Verwendung unter Einsatz von Biermarken, Ausgabe von Tabakwaren, Soleiern und Besteck
- Sünner-Keller (Brauhaus), Köln-Kalk
- Zum Alten Brauhaus, Severinsviertel, Köln-Altstadt-Süd